# 高速公路

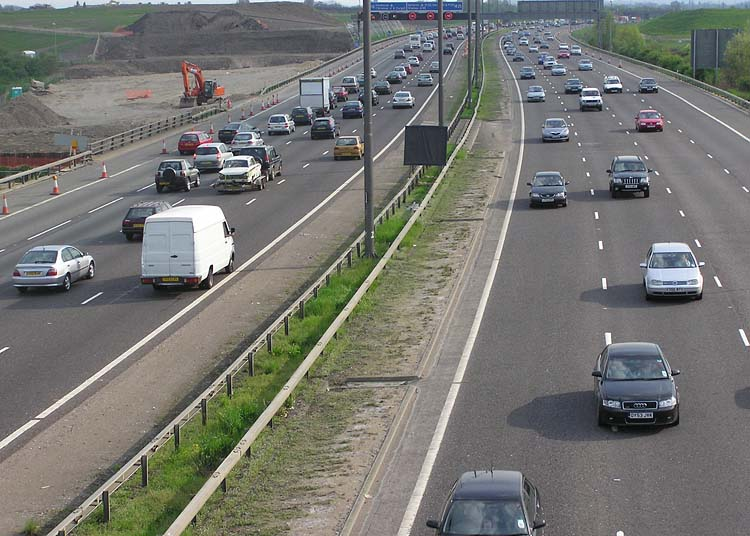
英國倫敦外环高速公路

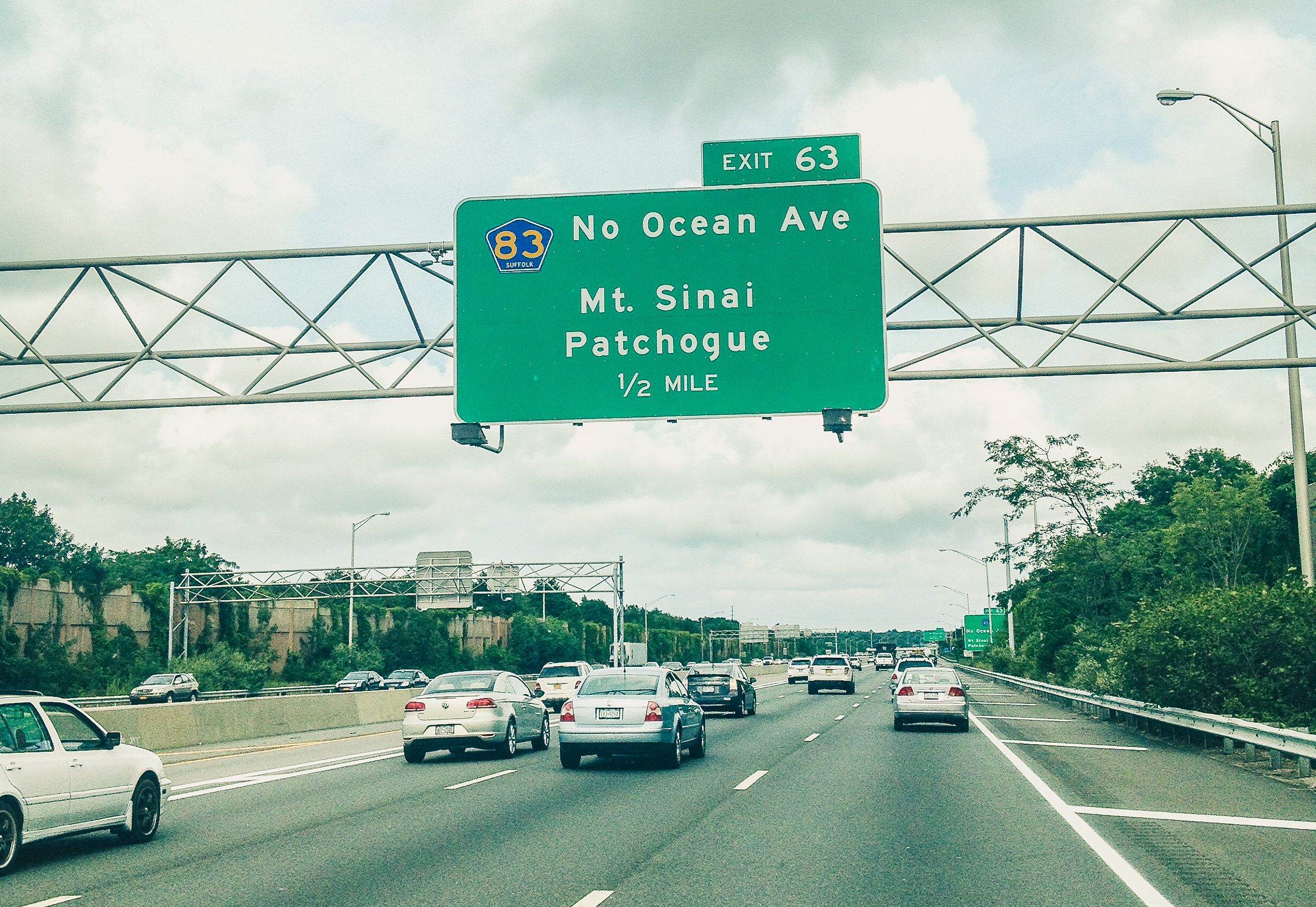
美國紐約市皇后區路段的I-495（長島快速道路）

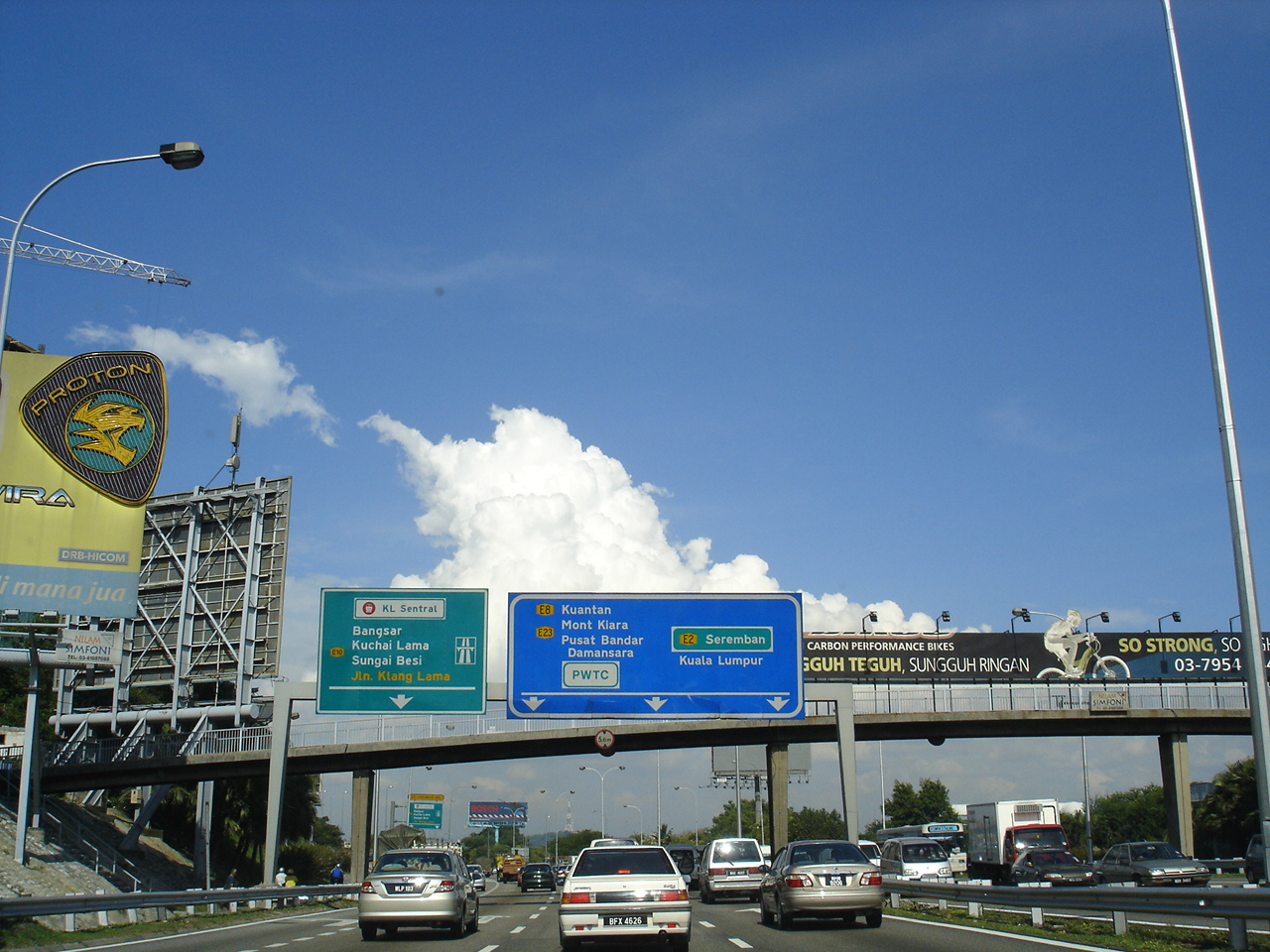
马来西亚联邦大道八打灵再也往吉隆坡方向的车道一景

高速公路是指單向2條车道以上、雙向分隔行驶、完全控制出入口、全部采用两旁封闭和立體交匯設施，车速限制較普通公路為高的道路，屬於一種封閉式道路。其特点是车速快、交通量大、以及有较高的运输经济效益与社会效益。
受限於城市規模或道路線型，在部分國家和地區行經市中心的全封閉式道路，稱為快速道路，不稱呼為高速公路。部份國家不用「高速公路」（motorway；），而採用「快速道路」（expressway）作為其境內機動車輛專用道路的名稱。多數高速公路均屬於收費道路。

## 歷史
全世界第一條完全符合高快速公路定義的道路是義大利的A8高速公路（米蘭－瓦雷澤），雙向分隔四車道，於1924年完工，長度43.6公里。
部分人士認為全世界第一條高速公路是德國的艾伏斯公路，由科隆市市長康拉德·阿登納於1932年主持开幕典礼，但其實道路非雙向分隔車道。
美国的第一條高速公路路線建自1956年，此後美國聯邦政府花了35年完成7萬公里的路線，形成連通全國州際公路系統。
臺灣第一條快速公路為麥帥公路（1964年－ 1977年），而臺灣第一條高速公路為中山高速公路，始建於1971年8月14日，首個開業路段三重段1974年通車，全線完工於1978年，現增建有汐五高架、五楊高架等高架拓寬線。也有部分人士認為麥帥公路（中山高速公路台北基隆段前身）為臺灣第一條高速公路。
香港第一條快速公路為屯門公路，1974年6月10日批准興建，1978年第一期通車，全線完工於1983年，是香港9號幹線（新界環迴公路）的最長路段，亦是香港第三長的道路。
中國大陸的高速公路建設起步於1984年，第一条通车的路线是北京城区到赵辛店的快速公路（京石高速的六里桥至赵辛店段），现为京港澳高速起点的一段，于1987年建成通车。中國大陸在20世紀90年代后期才開始積極建設高速公路系统。2015年后中国擁有全世界最大的高速公路系統。
马来西亚的高速公路于1980年代开始由政府推动，目前全境有约30条高速公路，其中以南北大道为第一条，也是目前该国最长的高速公路。

## 標誌

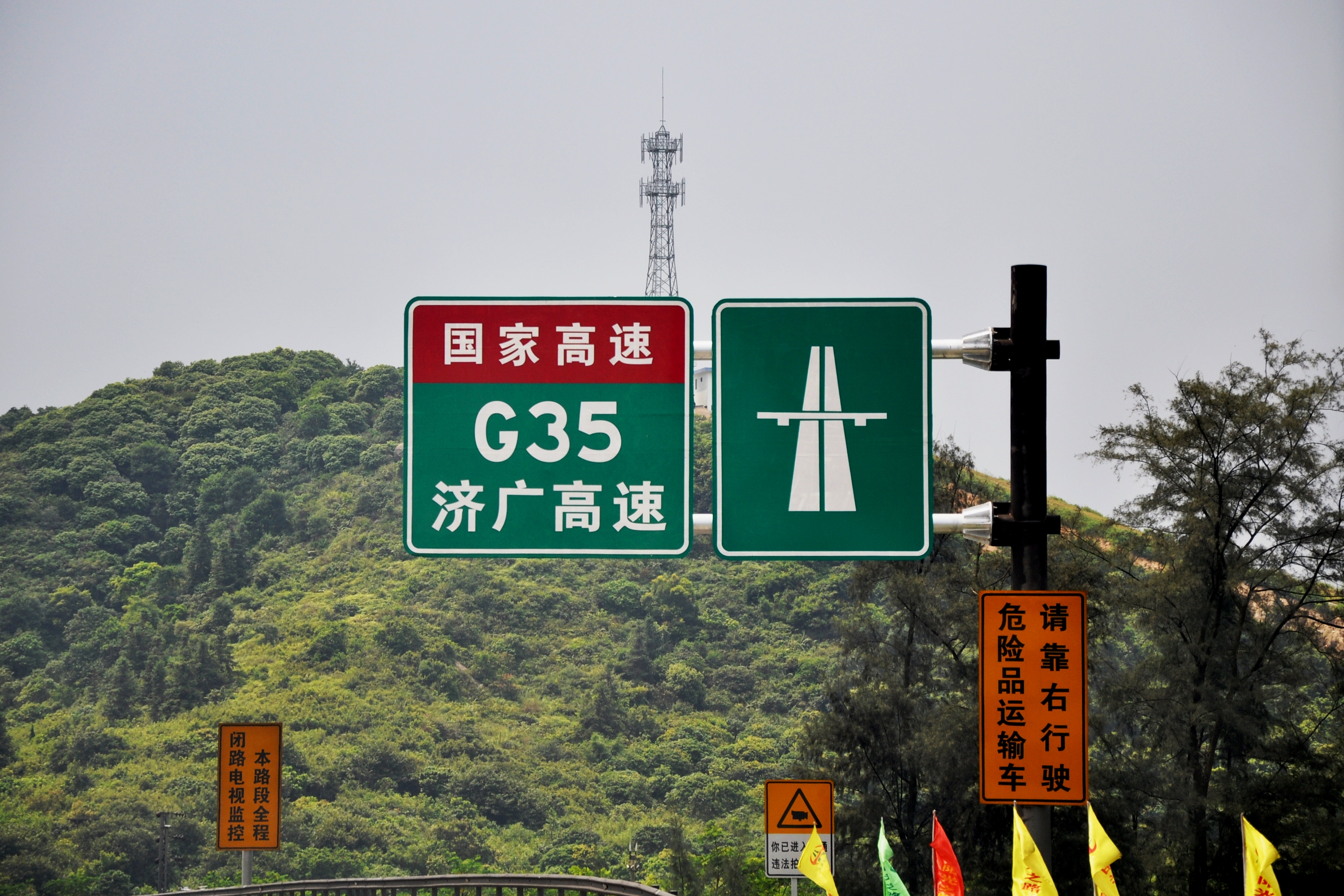
新版济广高速入口标示

高速公路的標誌，通常是兩條道路中有過街陸橋的標圖。而標誌的背景顏色亦會根據不同的國家和地区而有所不同。中國大陆、韓國、美國、台湾、加拿大、日本、瑞士、澳大利亚、新西兰、丹麥、意大利、瑞典、马来西亚等地區使用綠色背景作為底色；而英國、德國、奧地利、比利時、法國、荷蘭、西班牙、葡萄牙、波蘭則使用藍色背景。但也有例外，例如香港的快速公路以一個紅框白底及紅色的過街天橋作為公路標誌，而路牌在1990年代之前大多採用藍色背景，之後才改成綠色為路標底色。
此外，高速公路上的標誌也會考慮到字體問題。為了更容易讓司機在較快速度时仍然能夠清楚地閱讀標誌，許多國家使用無襯線的黑體字等類似字體，防止字體过于複雜。在中國大陆，汉字采用使用黑體字，而西文会搭配Helvetica等字體。从2009年起，英文部分改用和美國、加拿大和台湾一样的美國聯邦公路總署（Highway Gothic）字體。另外，2004年开始美国的部分州，以及加拿大、印度尼西亚和菲律宾开始采用新字体Clearview。德國使用DIN Schrift字體。瑞士曾使用VSS字體，但是研究調查後从2003年起改用以Frutiger字體为基础的ASTRA-Frutiger，因為这种字體可以使得司機從長距離更清楚地辨認字母。日本的高速公路于2010年开始将原先的「道路公団標準文字」（公団文字/公団ゴシック）改为 Hiragino KakuGothic W5，西文和数字采用 Vialog 字体。世界各國在高速公路上均不使用襯線字體（比如Times）或者白體字（比如宋體），這是由於筆劃上過多的點綴（例如筆劃末端的小三角）很容易造成視覺疲勞，對長途駕車的駕駛人極為不便和困擾。

### 常見的路標

#### 出入口路標
出入口路標告知高速公路的入口與下個出口以及其距離。
- 中華民國的高速公路，在交流道之後會標示距離下一個交流道的距離，並且在距離出口的2000公尺前設置第一次出口預告，然而，受到橋樑或隧道等影響，第一次出口預告會權宜調整為出口前2500公尺或1500公尺。在出口前1000公尺設置第二次出口預告，並於出口前設置第三次出口預告。另外，在出口的減速車道開始前300公尺，設置綠底、繪製三條白色斜線的「減速車道預告」；200公尺，設置綠底、繪製二條白色斜線的減速車道預告；100公尺，設置綠底、繪製一條白色斜線的減速車道預告，並於減速車道與主線道分離處設置「出口」標示。近年於各出口匝道前2000公尺加繪保持安全距離線，每段為50公尺，其安全距離為該速限數值除以2，方便駕駛者與前車保持大於50公尺之間距。

近年來與高速公路交匯之道路系統日趨複雜，出入口路標採用圖型化繪製，以便用路人一目暸然得知行車方向。
- 中華人民共和國在上一個出口之後會顯示距下個出口的距離，並在出口之前，以及在出口的前2,000米、1,000米、500米和出口匝道的起點顯示出口路標。而马来西亚的主要高速公路显示出口距离也和大陆的相似。

- 香港的快速公路，大部份只會在出口前500米（大型路牌顯示為1/2km，即半公里）及出口位置設置大型路牌，並在距離出口300米、200米及100米的位置設減速車道預告路牌，但青馬大橋在出口4B前500米不設大型路牌，而是在出口4B前1500米（1 1/2公里）設置，元朗公路擴建後在部份路段增設在出口前1公里的大型路牌。

#### 服務區路標
服務區路標告知高速公路的服務區以及其距離。

#### 交匯點/系統交流道路標
交匯點（junction，簡寫作JCT）或系統交流道（system interchange）路標告知某高速公路與其他高速公路或重要國道的連接。

## 規劃原則
1. 选择國家和地區的幹線公路，連接大城市和大中城市，溝通沿海港口城市和內陸省會城市，形成首都與各省會之間的輻射線和幹線公路網絡。日交通量達到5000輛以上的路段應建高速公路。
2. 高速公路的平均時速為120公里，最低為70（以前爲50）公里，最高為150公里～200公里，德國的部分高速公路甚至於不設限速（只設建議時速，其不具備法律的約束）。其設計原則為丘陵或山谷採用80公里～100公里/小時，平原地區採用120公里/小時以上。中國大陆高速公路根據《中華人民共和國道路交通安全法》設限速時速120公里。
3. 設計高速公路的車流量一般以日交通量為設計依據，並要考慮20年的發展期，每日的通過能力至少應在5萬車次以上。
4. 在某些情況下，高速公路也可是為部分重要基建而建設的。例如將機場和市區/公路網連接，或是連接往他國之邊境。在這情況下，該高速公路的車流量有可能不達標。
5. 一條高速公路亦可以因需舒緩現有高速公路的交通壓力而興建。

## 设计要求

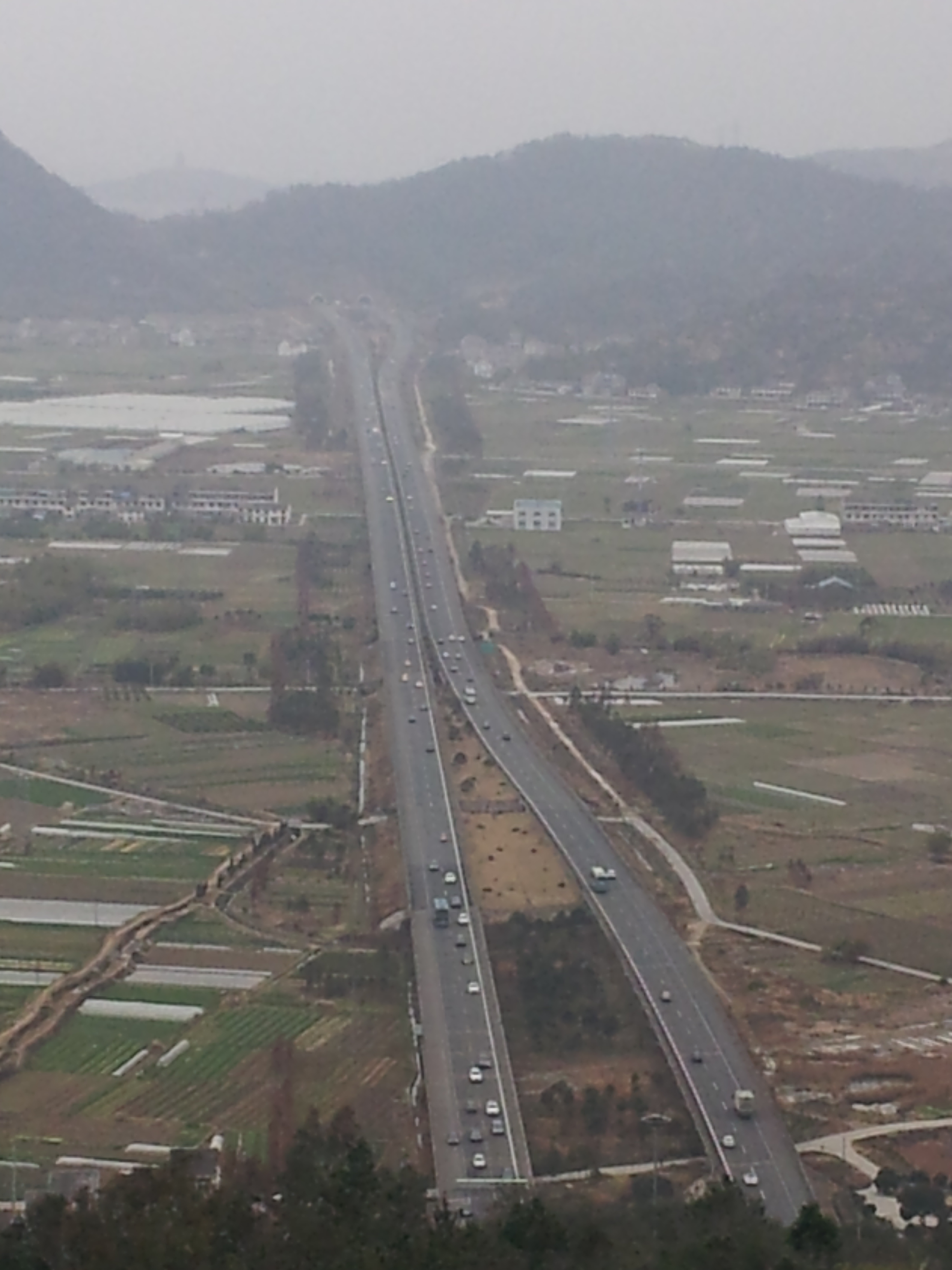
中國溫州甬台温高速公路平阳段

- 缩短旅程时间，降低运输费用，实现最短和最直的线路，桥梁选址要服从于线路走向，通过对造价与长远经济效益分析，优选设计方案。
- 线路通过山谷时，一般不采用升降坡或绕过山谷，而采用架桥跨越，尽管桥梁有时会超过几百米，也要避免出现多弯道和高坡度，但也要避免出现过长的直道，以防司机视觉疲劳。
- 通过高山区段要避免出现高深度开山辟道、影响视线，应在山腰的平行线上用隧道穿过，隧道长度有时几公里甚至几十公里。
- 通过城镇要避开稠密的居民区，或采用高架道路，也可设置立体多层交叉桥梁方案。
- 尽量不破坏自然環境，防止大填、大挖和开山，通过高架和桥梁以美化公路环境。
- 考虑交通远景发展规划，为适应今后大交通量的需要，在征购公路用地时应预留较宽的公路用地范围。

## 道路照明

### 中國大陸
在中国大陆修建高速公路的早期曾有过是否装路灯的争论，但是幅員過於广闊，目前中国大陆大部分高速公路采用的是反光路标、器材等被动方式进行照明及导向，一般只有较繁忙的高速公路、城市快速路，以及高速公路收费站等处才设有路灯照明。

### 香港
香港的所有快速公路均設有路燈照明，並規定司機在晚上駕駛需要亮著大燈。

### 台湾
台湾的高速公路，在接近城市街區的路段、交流道前後的路段與都市環線，以及一些危險的路段，如長陡坡道、易起霧路段等，設有LED式標示牌、公路反光警示與照明設備；台灣目前參考國際上對高速公路路燈的設置響應環保與節能，部分路段為了避免光害干擾沿線生態及動植物才未考慮加裝路燈。

### 新加坡
新加坡的所有高速公路均設有路燈照明，並規定司機在高速隧道中駕駛需要亮著大燈。大多數高速公路燈柱的間距約為35米，東海岸公園大道（ECP）和亚逸拉惹高速公路（AYE）的峰值距離則接近40米。

### 马来西亚
和中国大陆相似，只有在城市部分才有装置路灯，其中隆布大道是该国少数全程配备路灯的高速公路。

### 歐洲
比利时国土面积小，其境内所有高速公路全部有路灯照明，北欧国家则规定無論何時，只要汽车开动就必须打亮头灯。城市内的高速公路多有照明。法国境内高速除快速路以外大部分高速都没有安装照明，个别路段安装有路灯但基本并不使用。

## 交通规则
由于高速公路比普通道路有一定的区别，所以行驶高速公路的车辆、司机和乘客，要遵守一些附加的交通规则。法律層面，公路管理者為民選政府與企業者，涉及違反公路管理規則，應稱呼違規與罰款。
基本包括：
- 超车（粤语使用区也稱為爬頭及cut線，臺灣閩南語稱「掠車」，东南亚地区俗称“割车”）：只应该按照法律的规定超车（在实行左侧通行的国家只能右侧超车，在实行右侧通行的国家只能左侧超车）。但是，在一些地方，允許在塞車中右行（或左行）「通過」，而非超車。
- 行駛：只可以在主線車道（和在必要时间，在超车道）行駛。路肩、匝道与紧急停车湾裡不能行駛。但是，基於交通紓解的需要，也有允许開放固定時段以及特定路段的路肩供駕駛人使用，以解決臨時性道路容量不足的問題（例如德国、台灣、中国大陆）。
- 停车：不准在超车道和行车道上停车，只准在車輛故障或其他意外時在路边（在应急车道里面）停车，停车之后应当放置应急标志，以便警告其他车辆注意安全。
- 车速：不足最低限速者，以及超速者，都是违法行为，尤其对于超车，会有较高的罚金，甚至于会扣留或者吊销驾驶执照。

世界上其他國家或地區的一些相關規定：
- 中国大陆：以前新司机在第一次领到驾驶执照之后的第一年不准开车上高速公路，同时新司机在这一年内要在车尾部贴上统一核发的“实习”标志，以确定是否是新司机。这个规定在《中华人民共和国道路交通安全法》最后审议表决通过之前被删除。但根据2013年起执行的公安部《机动车驾驶证申领和使用规定》，实习期内驾驶人开车上高速公路行驶，应当由持相应或者更高准驾车型驾驶证三年以上的驾驶人陪同。
- 香港：持有暫准駕駛執照的駕駛者及重型車輛在高速公路不可以在最右線道行駛，而且不論公路限速如何，車速均不可超過70km/h。

- 美國：美國各州有關高速公路的法規都不盡相同，但大多數州都有規定多軸車，如大貨車和連接車，應駛於外線。另外，大多數駕駛者都有「位在越內線的車輛應該開越快」的默契。
- 台灣：依據道路交通管理處罰條例第92條規定，所有排氣量的摩托車都不可行駛高速公路，而立法院已於2011年三讀通過修改第92條，開放550CC以上摩托車可以行駛在由交通部公告的可行駛的路段[5]，而交通部試辦路權為國道三甲快速公路[來源請求]。擔任國賓車隊護衛及開導任務之憲警、執行緊急勤務之公路警察或執行高速公路隧道緊急任務之機車，不受此限制。限制摩托車行駛高速公路的歷程請參閱台灣高速公路限制摩托車行駛條目。

交通管制規則內之違規行為，處以罰款。危險駕駛，肇事，競技，逼車，聚眾堵車，破壞公路另以社會秩序維護法與刑法處罰。
- 瑞士：已在即將駛出高速的匝道車輛，可以右側「通過」車輛。此外，萬一在上路時遇到無法正常駛入行車道的事況，可在停車帶短距離行車，但必須在最早的時間進入行車道。

## 限速
由於高速公路與普通道路相比，所有交叉路口使用高架橋、地下隧道或立体交叉方式，且規定只供汽車（或摩托车）使用，所以比普通道路的時速規定要高一些。但是，世界上絕大部份的高速公路還是設有限速。超過限速者會被罰。嚴重超過限速者稱為「飆車」，並對其有更嚴厲之處罰，甚至到吊銷駕駛執照。
世界上一些國家（地區）的限速（以時速公里，km/h為準）：
- 中國大陸：高速公路上行驶的小型载客汽车最高车速不得超过每小时120公里，其他机动车不得超过每小时100公里，摩托车不得超过每小时80公里。同方向有2条车道的，左侧车道的最低车速为每小时100公里；同方向有3条以上车道的，最左侧车道的最低车速为每小时110公里，中间车道的最低车速为每小时90公里。道路限速标志标明的车速与上述车道行驶车速的规定不一致的，按照道路限速标志标明的车速行驶。（中华人民共和国道路交通安全法实施条例）
- 香港：
  - 主要為70 km/h（例：東區走廊）或80 km/h（例：元朗公路)
  - 也有例外:
    - 部份為100 km/h（例：吐露港公路）
    - 最高110 km/h（北大嶼山公路）
    - 港珠澳大橋正線（包括香港段）快線100km/h，慢線80km/h；如天氣欠佳，限速可能降為：快線80km/h、慢線：60km/h。
- 日本：主要為80 - 100 km/h
  - 暫定兩車道為70 km/h。
  - 新東名高速道路和東北自動車道部分路段為120 km/h。
- 中華民國：80 - 110 km/h（通常超速10 km/h才取締）[6]
- 新加坡：主要為90km/h，高速隧道中則降至70 - 80 km/h[7]。
- 德國：大部份路段無速限或采用動態調整速限，其他路段通常規定为80km/h 或 120 - 130 km/h。而在無速限情況下，則有130 km/h的建議速限。
- 法國：130 km/h
- 意大利：130 km/h
- 瑞士：120 km/h
- 英國：70mph (113 km/h)
- 澳洲：110 km/h
- 马来西亚：110km/h
- 美国：法律视各州而定，一般为：东海岸普遍为非城区65mph（105km/h）城区50-55mph（80-89km/h）；中西部普遍乡村70mph（113km/h）城镇65mph（105km/h）市区50-55mph（80km/h-89km/h）部分市区（芝加哥为例）45mph（72km/h）；西部（怀俄明州等）非城镇80mph（129km/h)城镇山区65-75mph（105-120km/h）；西南部（德州亚利桑那等）非城区75-80mph（120-129km/h）；西海岸：非城区70mph（113km/h）；近郊：55-65mph（89-105km/h）；夏威夷州：60mph（97km/h）。现实是，美国普遍存在超速现象，一般超速5-15mph（8-25km/h），但最高速度一般不超过90mph（144km/h）。美国最高限速在德克薩斯州部分地区，为85mph（137km/h）。

## 车道
高速公路经常设不同车道，有不同的用途：

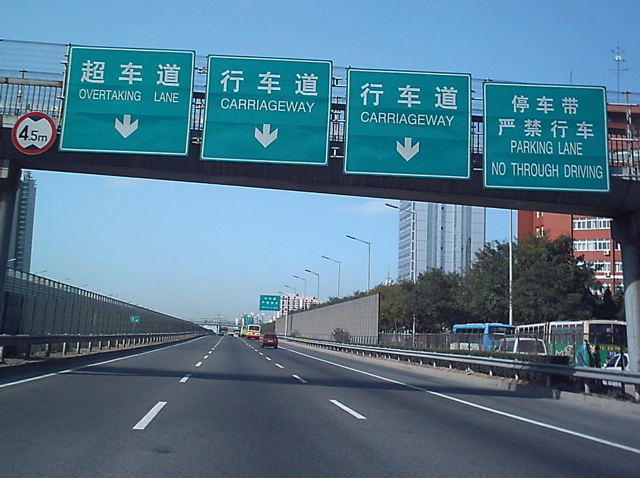
在北京的京通快速公路的车道标志

- 行车道：除超车道以外的其他车道，供行驶使用。有多条行车道时，建议尽量靠外行。在台灣，車道區分為內側車道，中線車道，外側車道。除慢速車行駛在外側車道，各車種應保持行駛在中線車道，內側車道與中線車道皆可作超車道使用，避免視覺疲勞，各車道路面皆不作文字標示，保持淨空，使用視角相近的反光標示牌作速限或其它警告。

- 超车道（香港俗稱快線）：为道路内侧车道，亦即：在实行右侧通行的国家地区（如：中国大陆、欧洲大陆国家）为最左车道；在实行左侧通行的国家地区（如：英国、澳大利亚、日本等）则为最右车道。通常，交通法规禁止使用外侧车道进行超车。一般来说，车辆不应该长期占用超车道；在车流量大，以致各车道车速相差不大时，建议少换道。并在没有车要换入本车道时，允许行车道段短时间快于超车道。在一些地區（例如香港），长期占用超车道或者超车之后不按照规定驶回行车道的车辆将被处罚。美國許多地方法規規定从右边超车要被處罰，但事實上不一定有執行該法，而有些地方（例如紐約州）規定從左邊或右邊車道超車都可以；而香港，於左側行車線超車是違法的。台湾将超车道称为内侧车道，並應行駛於最高速限。中国大陆根据新的道路法律不再於高速路上新设超车道，并在高速公路改造时，逐步取消超车道。

- 高乘載車道：在某些地方，內側車道會作為高乘載車道，意即需要有一定人數乘坐的車輛才能使用，台灣曾於年節假期實施3人以上小客車方能使用內側車道的規定，現今在中山高速公路五股楊梅高架橋的五股至中壢路段，內側車道為高乘載車道。

- 停车带／路肩／硬路肩／硬肩／应急车道/紧急带：这个并不是一个普通的行车道路，而是留给紧急状态的一条道路。根据世界诸多国家的规定，在普通条件下，正常的社会车辆禁止在這條通道行驶。但是，出现故障的车辆，可以停在这条道里面，进行修车。此外，一些国家允许特种车辆（如警察等）临时借用这条道。在德国、台灣以及中国大陆，部分高速公路在道路繁忙的情况下，会开放紧急车道供汽车行驶，以缓解道路交通压力。台灣的國道時段性開放路肩，主要作為短線駛出駛入高速公路的交織路段，設有紅底白字文字標示牌，而常態性的開放性路肩，可作為輔助車道，架設在交通量大的路段。在美國，部份高速公路，尤其是西部山地州份，允許腳踏車在路肩行駛，但不能在車速太快而太危險的車道行駛。

- 爬坡车道：一般应用在长坡或陡坡路段，主要供大型车辆（货车、大客车等）使用，因为它们上陡坡时会很缓慢地爬行，使得高速公路整体时速变慢。在交通流量不大的路段，为了减少工程量，通常最外侧车道兼作大型车辆爬坡车道。

- 滑行道（避险车道）：通常位於下坡路段的終點，當大型車輛煞車失效時可以駛入以防意外。

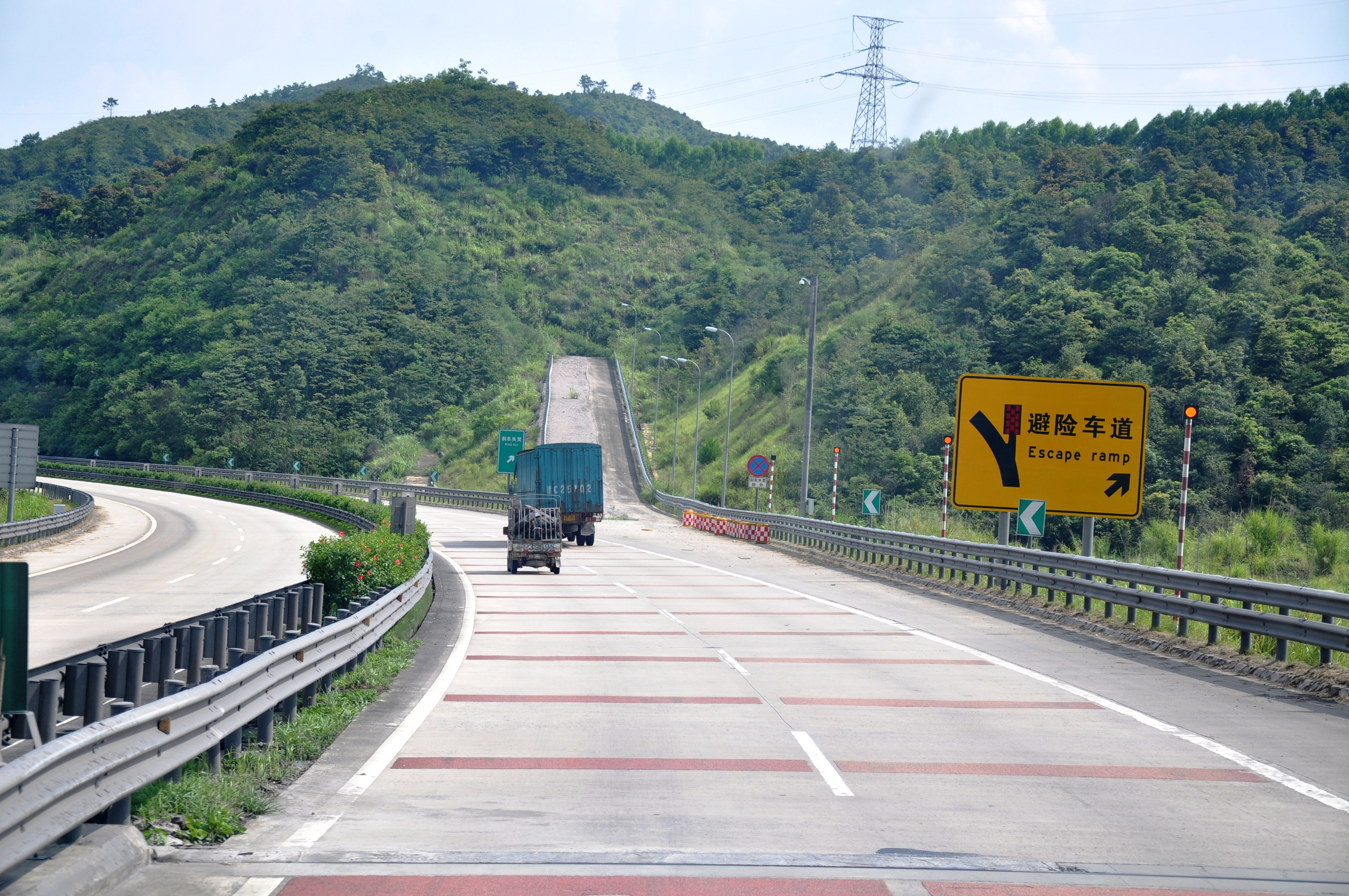
龙河高速公路（粤赣高速）在下坡路段终点设置的避险车道

- 戰備跑道：台灣及瑞典等地的高速公路，在一些鄰近軍用機場的平直且無彎道無坡道路段，例如中山高速公路的彰化—員林、仁德—岡山，會設置戰備跑道，中央分隔帶為活動式，兩旁不設置護欄以及路燈，也不會有其他道路以及輸電線路跨越其上，在有需要利用時，封鎖該路段，並吊離中央分隔帶的分隔裝置，整理路面後，可供戰鬥機或其他軍用飛機起降，進行臨時加油、掛彈、醫療等非維修整補任務。

- 巴士專用線：於香港、深圳、英國和加拿大的部份高速公路是設有這種行車線，例如屯門公路東行，北愛爾蘭M1、M2公路，深圳盐坝高速北山立交-大梅沙收费站。該線通常是位於最外的一條行車線（不計路肩）。一般情況下，道路旁亦有路標清楚列明該線的使用時間。在這個時間內，巴士是優先使用這行車線的。而加拿大蒙特利爾的魁北克10、15及20號高速公路在的一段更在對面線加設巴士線以防止普通車輛使用此巴士線。

中華人民共和國在過去的交通规则裡，对所有高速公路实行过超车道制度；但是根据新的《道路交通安全法》，以北京的机场高速公路为起点，逐步开始取消超车道为专用道的规定。2005年起，京石高速公路（北京段）大修后，也在此路段上实行分道限速。

### 车道路面标记

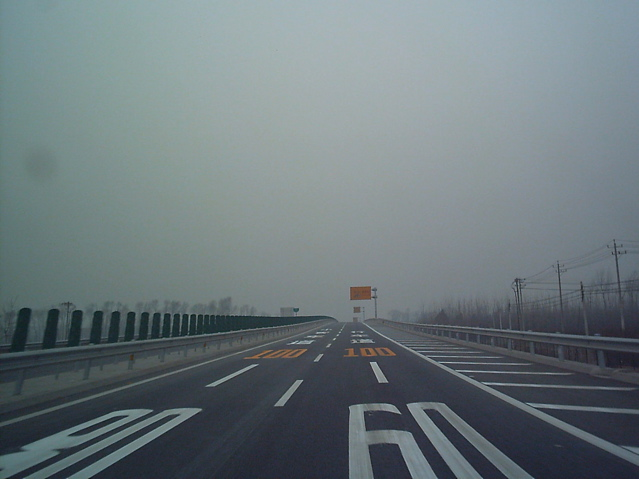
在北京的西南六环路的车道路面标志，这些数字都标示着最高与最低限速

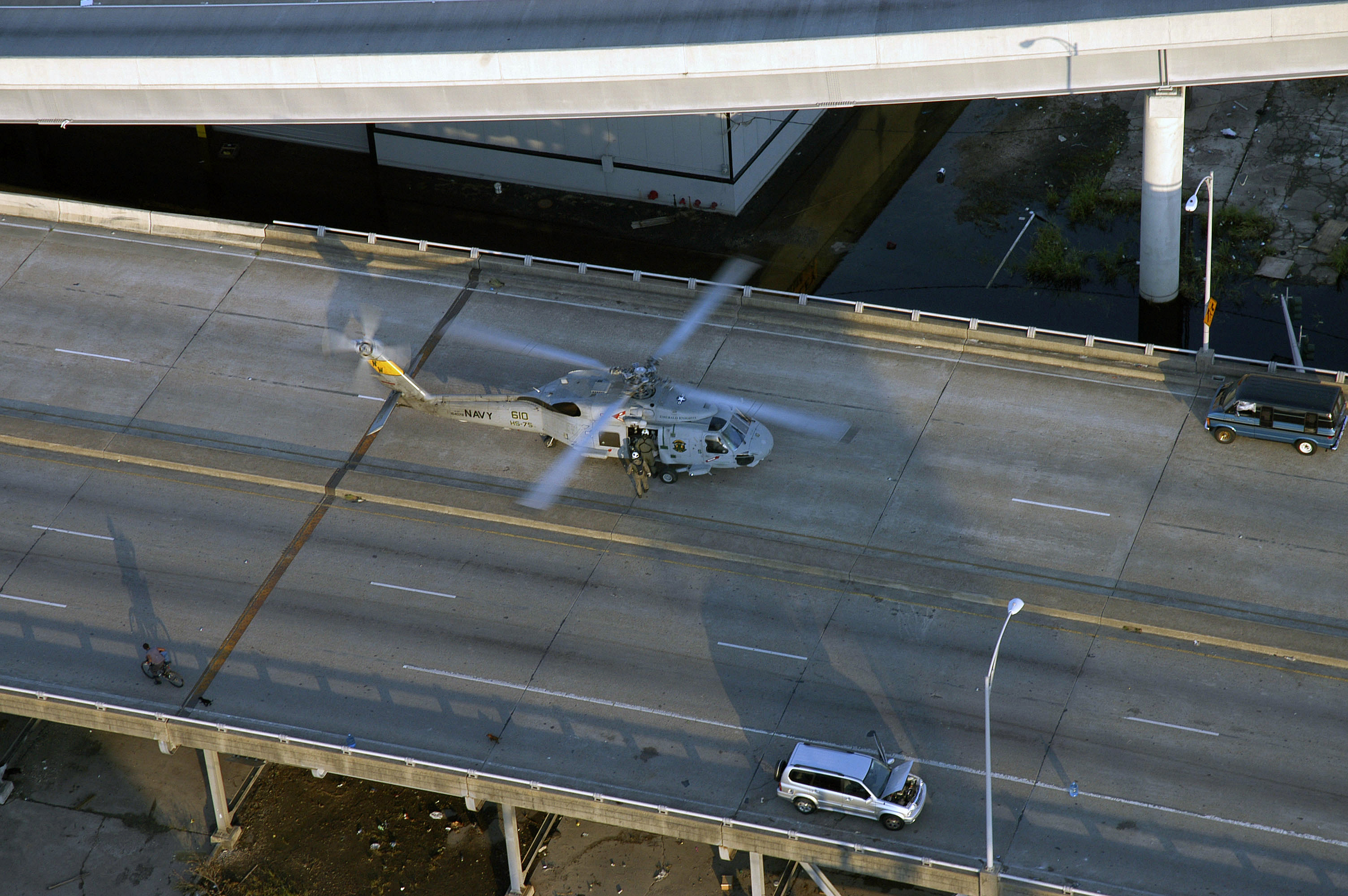
美國高速公路作為戰備起降場

在许多国家，都会出现在路面上的车道标记。普遍出现的都是指方向的箭头。
台灣基於安全駕駛，已大量取消車道文字標記。
中国北京以机场高速公路为起点，在所有新建的高速公路上的地面设置地面车道标记，特别是有关限速的标记。最高限速以橘黄色，最低限速则以白色表示。在于2004年开通的西南六环路的新通车路段，也设有地面限速标记。京石高速公路北京段也开始实行分道限速。

## 各國地區高速公路概况
- 中華人民共和國高速公路
- 中華民國國道
- 新加坡高速公路
- 香港快速公路
- 韓國高速公路
- 日本高速公路
- 馬來西亞高速公路
- 州際公路系統
- 德國高速公路

## 外部連結
- （简体中文）高速公路知识